# Cooper Andrews
Cooper Andrews   (Smithtown, 10 de març de 1985), és un actor estatunidenc, és conegut sobretot pel seu paper de Jerry a The Walking Dead.

## Primers anys de vida
El seu pare és samoà i la seva mare és d'origen jueu hongarès. Va créixer amb la seva mare i va ser criat jueu. Andrews va viure a Atlanta durant molts anys i es va graduar a Dunwoody High School.

## Carrera
Andrews va interpretar al personatge recurrent Yo-Yo Engberk en les tres primeres temporades a Halt and Catch Fire d'AMC. Va passar a ser escollit com a Jerry a The Walking Dead i Víctor Vásquez a Shazam. Andrews també ha treballat darrere de la càmera com a operador de plom, coordinador de trucs i ajudant de direcció.

## Filmografia

### Cinema
| Any  | Títol                           | Paper                       | Notes           |
| ---- | ------------------------------- | --------------------------- | --------------- |
| 2006 | Sing the Sorrow                 | Guy                         |                 |
| 2008 | Golgotha                        | Evil Guard                  |                 |
| 2008 | Faceless                        | Catwalk BodyGuard           | Pel·lícula Curt |
| 2009 | Mandie and the Secret Tunnel    | Brother Cooper              |                 |
| 2014 | Ruins and Reckoning             | Kavick                      | Pel·lícula Curt |
| 2015 | Assassinmas XVII                | Buckets                     | Pel·lícula Curt |
| 2016 | Billy Lynn's Long Halftime Walk | Grateful / Anxious American |                 |
| 2018 | Den of Thieves                  | Mack                        |                 |
| 2019 | Shazam!                         | Víctor Vásquez              |                 |
| 2019 | Going Up                        | Roger Branch                | Pel·lícula Curt |
| 2019 | Darlin                          | Nurse Tony                  |                 |
| 2023 | Shazam! Fury of the Gods        | Víctor Vásquez              |                 |

### Televisió
| Any       | Títol                             | Paper         | Notes                   |
| --------- | --------------------------------- | ------------- | ----------------------- |
| 2014–2016 | Halt and Catch Fire               | Yo-Yo Engberk | 17 episodis             |
| 2015      | The Red Road                      | Rowtag        | 2 episodis              |
| 2015      | Your Pretty Face Is Going to Hell | Modok         | 1 episodi               |
| 2015      | Limitless                         | Kenny Sumida  | 1 episodi               |
| 2016      | Hawaii 5.0                        | Vance Pekelo  | 1 episodi               |
| 2016–2022 | The Walking Dead                  | Jerry         | 76 episodis             |
| 2017      | Thin Ice                          | Small Paul    | Pel·lícula de televisió |
| 2017      | S.W.A.T.                          | Reggie Lee    | 1 episodi               |